# Un raggio di sole al giorno
Un raggio di sole al giorno (정신병동에도 아침이 와요?, Jeongsinbyeongdong-edo achim-i wa-yoLR; lett. "Il mattino arriva anche nei reparti psichiatrici") è una serie televisiva sudcoreana distribuita da Netflix il 3 novembre 2023 e tratta dall'omonimo webtoon di Lee Ra-ha, un'ex infermiera che in esso ha raccontato le proprie esperienze di vita.

## Trama
Jung Da-eun, una capace infermiera al terzo anno, viene trasferita al reparto di psichiatria del Myungshin University Hospital per l'eccessivo zelo mostrato nel prendersi cura dei pazienti, che rallenta il lavoro dei colleghi.

## Personaggi e interpreti
- Jung Da-eun, interpretata da Park Bo-young
- Dong Go-yun, interpretato da Yeon Woo-jin
- Song Yu-chan, interpretato da Jang Dong-yoon
- Song Hyo-shin, interpretata da Lee Jung-eun

## Riconoscimenti
- Baeksang Arts Award[4]
  - 2024 – Candidatura Miglior drama
  - 2024 – Candidatura Miglior nuova attrice a Lee Yi-dam
  - 2024 – Candidatura Miglior sceneggiatura a Lee Nam-gyu, Oh Bo-hyun e Kim Da-hee
- Cine21 Award[5]
  - 2024 – Attrice dell'anno in una serie a Park Bo-young